# Harold Gould Henderson
Harold Gould Henderson (geboren 1889 in New York City (USA); gestorben 1974) war ein amerikanischer Gelehrter mit Schwerpunkt Japanische Sprache und Literatur.

## Leben und Wirken
Harold Gould Henderson machte seinen Studienabschluss im Fach Chemieingenieurwesen an der Columbia-Universität in der Stadt New York. Er begann sich für die Kunst des Fernen Ostens zu interessieren und 1929 wurde er Kurator der entsprechenden Abteilung des Metropolitan Museum of Art. 1930 ging er nach Japan um die Sprache zu erlernen und um Material für sein erstes Buch Bamboo Broom (Bambus-Besen), eine Sammlung von Haiku-Übersetzungen, zu sammeln. Von 1935 bis 1945 unterrichtete Henderson an seiner Alma Mater. Er verfasste 1939 The Surviving Works of Sharaku, ein Werk über den Ukiyo-e-Künstler Tōshūsai Sharaku.
Nach dem Zweiten Weltkrieg kehrte Henderson im Rahmen des SCAP (Supreme Commander for the Allied Powers) als Leiter der „Abteilung für Erziehung, Religion, Kunst und Monumente“ zurück. Später nahm er seine Arbeit an der Columbia-Universität wieder auf. 1948 erschien sein Handbook of Japanese Grammar und 1958 Introduction to Haiku. – An Anthology of Poems and Poets from Bashō to Shiki und 1965 Haiku in English.
Von 1948 bis 1952 war Henderson Präsident der „Japan Society in New York“ und 1968 war er Mitbegründer der „Haiku Society of America“.